# Ivo Honický
Ivo Honický (* 9. prosince 1963) je bývalý český komunistický politik, v 90. letech 20. století krátce poslanec Poslanecké sněmovny, původně kandidující za koalici Levý blok, vzdal se po několika dnech mandátu.

## Biografie
Vystudoval Filozofickou fakultu Univerzity Palackého v Olomouci. Prošel pak jako pedagog všechny stupně škol, státní i soukromé vzdělávací ústavy.
Ve volbách v roce 1992 kandidoval za koalici Levý blok, kterou tvořila KSČM a menší levicové skupiny (volební obvod Severočeský kraj). Nebyl ale zvolen. Do parlamentu se dostal až dodatečně jako náhradník poté, co spáchal sebevraždu poslanec Vladimír Řezáč, 30. dubna 1996. Vzhledem k okolnostem úmrtí poslance Řezáče a vzhledem k faktu, že do konce funkčního období parlamentu již zbývalo jen několik týdnů, ohlásil Honický, že mandát nepřevezme (mandát mu tak k 6. květnu 1996 zanikl) a vyzval ostatní náhradníky, aby učinili totéž. Nakonec ale jako náhradnice mandát přijala komunistka Ludmila Brynychová.
Angažoval se v KSČM. V komunálních volbách roku 2002 neúspěšně kandidoval do zastupitelstva obce Odolena Voda za KSČM. Profesně se uvádí jako učitel.
K roku 2024 se uvádí jako učitel dějepisu a českého jazyka na Dvořákově gymnáziu v Kralupech nad Vltavou. Zde vyučuje od roku 2004.